# Massagris mohale
Espèce
Massagris mohale est une espèce d'araignées aranéomorphes de la famille des Salticidae.

## Distribution
Cette espèce est endémique du Lesotho.

## Étymologie
Son nom d'espèce lui a été donné en référence au lieu de sa découverte, Mohale.

## Publication originale
- Wesołowska & Haddad, 2014 : An overview of the jumping spiders of Lesotho (Araneae: Salticidae), with descriptions of six new species. African Invertebrates, vol. 55, no 2, p. 229-268.